# Sebastian Piekarek
Sebastian Piekarek, znany także jako Seba (ur. 5 września 1975 w Warszawie) – polski gitarzysta, wokalista oraz kompozytor, muzyk sesyjny, który współpracował m.in. z Dodą, Kasią Kowalską, Wojtkiem Pilichowskim (Karate Musiq), zespołami Ira, Daab, Bracia i Spotlight, brał udział w wielu projektach studyjnych. Z wykształcenia jest technikiem ekonomistą. Ma żonę i dwie córki.

## Życiorys
Swą muzyczną karierę rozpoczął w drugiej połowie lat 90. Jego pierwszym zespołem była grupa rockowa The Glan. Przez ponad rok występował w hardcore’owym zespole Antidotum, po czym przez chwilę grał w metalowej kapeli Geisha Goner, był też gitarzystą w grupie Genetic Crash. W 1994 założył wraz z Wojciechem Pilichowskim, Robertem Leszczyńskim oraz Gerardem Klawe grupę Karate Musiq, z którą nagrał płytę pt. Kultura albo masowa wydaną w 1995. Po rozpadzie grupy udzielał się w zespole rockowym Spotlight, który założył z Piotrem Koncą, Krzysztofem Jaworskim, Krzysztofem Patockim i Marcinem Trojanowiczem, jednak formacja rozpadła się po dwóch latach działalności. W latach 1995–1998 grał w zespole Daab, następnie w latach 1998-2004 grał w zespole koncertowym Kasi Kowalskiej.
Następnie zaczął występować jako muzyk sesyjny na płytach innych wykonawców. Brał udział w projektach m.in. Kasi Kowalskiej, Wojtka Pilichowskiego, Woobie Doobie, Rezerwatem, Antidotum, Kostkiem Yoriadisem. W 2003 wraz z Maciejem Gładyszem dołączył do zespołu Ira. Nagrał z nim dwie płyty, studyjną Ogień oraz koncertowy Live 15-lecie, obie ukazały się w 2004. Odbył także z zespołem trasę koncertową. W 2005 odszedł z Iry i zaczął grać w zespole Bracia. Aby nie utożsamiać się tylko z grupą, odszedł z niej w czerwcu 2007, decydując się na rozpoczęcie kariery solowej.
W 2006 stworzył własny solowy projekt, który nazwał Seba. Do współpracy zaprosił gitarzystę Macieja Gładysza, perkusistę Krzysztofa Patockiego, oraz basistę Tomasza Gołębia. Projekt ten przerodził się w zespół i 16 kwietnia 2007 grupa wydała swą debiutancką płytę Human. Krążek miał się ukazać na rynku 8 marca, ale zespół postanowił dograć materiał w szwedzkim studiu w Sztokholmie, w którym w ciągu ostatnich lat nagrywały takie gwiazdy jak The Rasmus, Rammstein czy Cardigans. Gościnnie na płycie wystąpili Ewelina Flinta, Marek Piekarczyk (TSA) oraz Artur Gadowski (Ira). W grudniu 2006 wydany został singel Słowa nie znaczą nic – duet z Eweliną Flintą. W teledysku do piosenki zostały wykorzystane materiały fundacji „Dziecięca fantazja”, z którą wcześniejsza współpraca zainspirowała Sebastiana do napisania tej właśnie piosenki.
Album Human jest nawiązaniem do rockowej grupy Human, której członkami byli Gładysz oraz Patocki. Utwory z repertuaru Humana grupa Piekarka często grała na swych koncertach. W czerwcu 2007 pojawił się teledysk do drugiego singla pt. Bruk, nagranego wraz z Arturem Gadowskim. Grupa z powodzeniem gra koncerty, występując m.in. jako support grupy Ira, Ocean oraz podczas koncertu grupy Marillion w Krakowie.
Brał udział w nagraniach płyt Znak niepokoju Hasioka, 9 Iry I XXX Perfectu. W latach 2007–2011 był gitarzystą w zespole piosenkarki Doroty „Dody” Rabczewskiej, z którą nagrał jej pierwszy solowy album Diamond Bitch. Od 2011 do 2015 był gitarzystą Patrycji Markowskiej.
We wrześniu 2015 powrócił do zespołu Ira.

## Wybrana dyskografia
- Karate Musiq – Kultura albo Masowa – 1995
- Kasia Kowalska – Antidotum – 2002
- Ira – Ogień – 2004
- Ira – Live 15-lecie – 2004
- Kasia Kowalska – Samotna w wielkim mieście – 2004
- Bracia – Fobrock – 2005
- Wojtek Pilichowski – Wojtek Pilichowski – 1994
- Wojtek Pilichowski – Granat – 1996
- Wojtek Pilichowski – Lodołamacz – 1998
- Maciej Molęda – Ciebie dla siebie – 1999
- Maciej Molęda – Zatrzymaj się (maxi singel) – 1999
- Kostek Joriadis – Przebudzenie – 1999
- Waldemar Goszcz – Waldek Goszcz – 2001
- Wojtek Pilichowski – Π – 2001
- Adrianna Biedrzyńska – Ada Biedrzyńska-Debiut – 2003
- Magda Femme – Extremalnie – 2004
- Marcin Nowakowski – Smooth night – 2005
- Seba – „Human” – 2007 rok
- Doda – „Diamond Bitch” – 2008
- Patrycja Markowska – „Świat się pomylił” – 2008
- Składanka „Hit Me” – 4fun Tv – 2008